# Ensenada (province de Buenos Aires)
Pour les articles homonymes, voir Ensenada (homonymie).

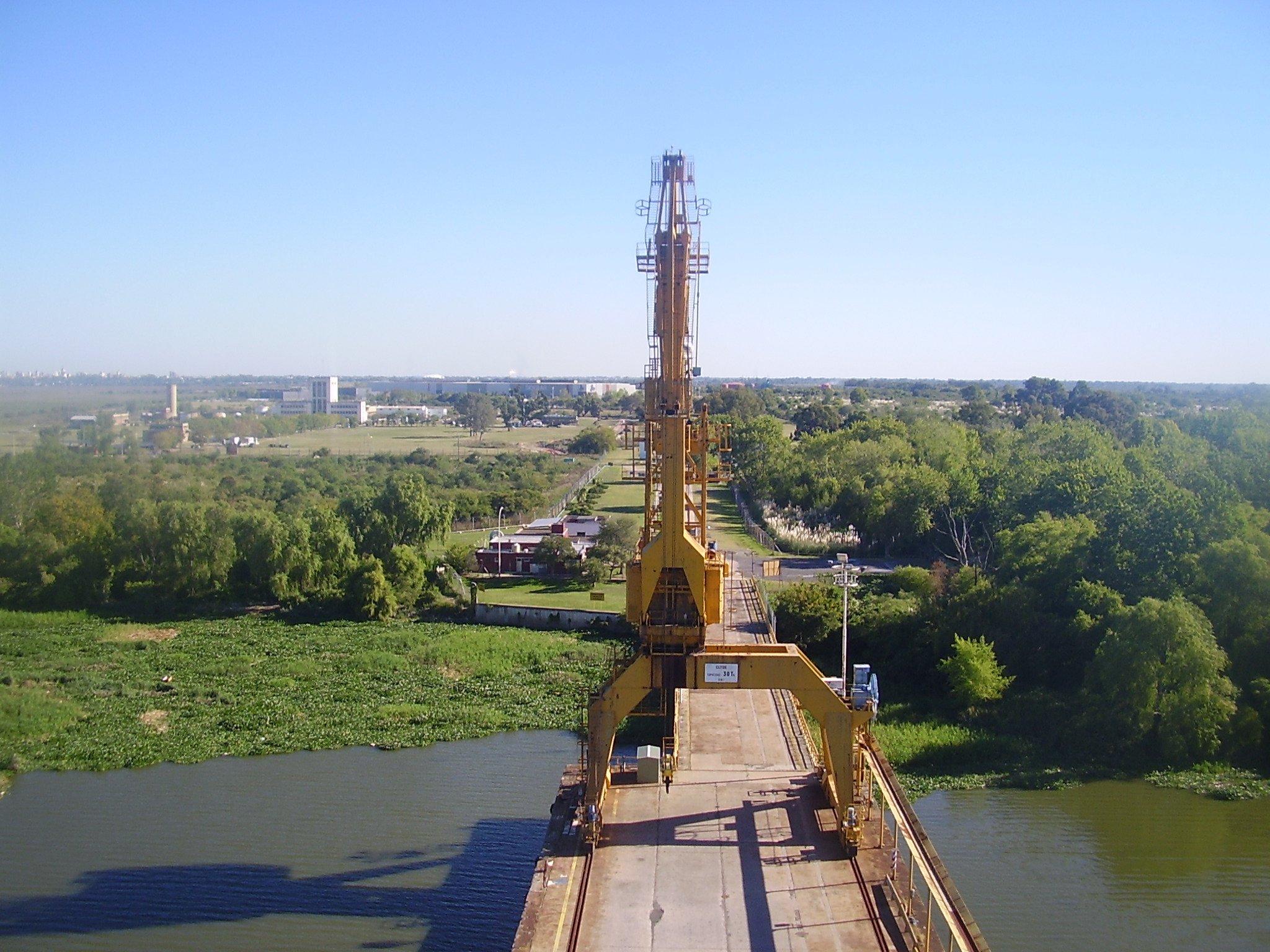
Engin de manutention dans le port d'Ensenada.

Ensenada est une ville et un port d’Argentine. Situé dans la province de Buenos Aires, autour de la baie (ensenada = baie, anse) de Barragán, à une soixantaine de km de Buenos Aires, la ville compte, selon le recensement de 2010, environ 55 000 habitants. Elle est le chef-lieu du partido d’Ensenada, lequel fait partie en réalité, avec le partido de Berisso, de la grande banlieue nord de la capitale provinciale La Plata.

## Histoire
L’Ensenada de Barragán était une échancrure côtière dans le Río de la Plata, non loin de l’actuelle Isla Santiago Oeste, secteur dans le nord de la municipalité d’Ensenada, et doit son nom à la famille d’Antonio Gutiérrez Barragán. En 1700, des installations militaires y furent établies sur la côte, attendu que le port naturel formé par l’échancrure apparaissait propice à la contrebande ; quatre ans plus tard, le gouverneur de Buenos Aires ordonna la construction, sur le site, de murailles, pour en faire un fort, lequel prit nom Fort Barragán. Le village d’Ensenada fut fondé en mai 1801, à l’instigation du vice-roi Gabriel de Avilés. Lors de la Deuxième offensive britannique contre le Río de la Plata, le général John Whitelocke débarqua à Ensenada, le 30 juin 1807, en vue de reconquérir Buenos Aires pour les Anglais. En 1882, Dardo Rocha la déclara capitale provisoire de la province de Buenos Aires.
En décembre 1872 fut construit le chemin de fer reliant Buenos Aires au port d'Ensenada, par lequel la ville fut directement reliée au centre de la capitale.

## Activités économiques
Dans le port d’Ensenada sont manutentionnés, pour l’exportation, des céréales et de la viande de bœuf, ainsi que des productions industrielles. Ces dernières années, le volume traité connaît une tendance à la hausse, au détriment du port de Buenos Aires.
À l’entour du port, qui comprend une zone franche, se sont établies plusieurs industries, notablement la construction navale et les complexes sidérurgique et pétrochimique. Le chantier naval Astillero Río Santiago occupe la rive gauche du Río Santiago ; installé ici de longue date, il représente un gros fournisseur d’emplois et a eu pour effet d’attirer d’autres industries liées à la construction navale. La société Siderar, qui est l’entreprise sidérurgique la plus importante d’Argentine, maintient une usine à Ensenada. Quant au pôle pétrochimique, il est propriété de la firme argentine YPF, l’une des plus grandes compagnies pétrolières d’Amérique du Sud.
Les chantiers navals, les complexes sidérurgique et pétrochimique, la zone franche et le port font d’Ensenada un centre industriel de premier plan pour la région.

## Personnalités liées à la communauté
- Hebe de Bonafini (1928-2022), militante argentine des droits de l'homme.
- Norma Sanchez (1952-), hysicienne argentine et française, y est née.

## Liens
- Notices d'autorité :   - VIAF
  - LCCN
  - Israël
  - WorldCat